# Full Intention
Full Intention è un gruppo musicale house composto dai DJ/produttori britannici Michael Gray e Jon Pearn.
Il loro primo successo (con il nome di "Arizona") fu America, nel 1993. Ne seguirono molti altri (col nome di Full Intention dal 1996).
Entrambi i membri hanno all'attivo successi da solisti: Gray con The Weekend e Borderline, mentre Pearn ha formato il progetto Bodyrox che ha pubblicato la hit Rock Ya Body.
Nel 2009 sono ritornati con Once in a Lifetime, Forever e I Will Follow, e nel 2010 ancora con America.
Nel 2011 hanno realizzato Novole Hits.

## Discografia

### Album
- Ministry of Sound - Defected Sessions (2002)
- Connected: 10 Years of Full Intention (2006)

### Singles e EP

#### Full Intention
- 1994 "Full Length Disco Mixes"
- 1995 "America (I Love America)" (with Nick Clow)
- 1996 "The Return Of Full Intention"
- 1996 "Uptown Downtown" (with Nick Clow)
- 1996 "You Are Somebody" (with Nick Clow)
- 1997 "America (I Love America) '97" (with Nick Clow)
- 1997 "Shake Your Body (Down To The Ground)" (with Nick Clow)
- 1997 "Dancin' All Night/In The Streets"
- 1998 "Everybody Loves The Sunshine" (with Ernestine Pearce and Xavier Barnett)
- 2001 "Can't Get Over You" (with Kat Blu)
- 2001 "I'm Satisfied"
- 2001 "I'll Be Waiting" (with Shena McSween)
- 2002 "Soul Power" (with Thea Austin)
- 2002 "Blue EP"
- 2002 "I Need A House Party"
- 2003 "No One"
- 2003 "Your Day Is Coming" (with Shena McSween)
- 2003 "Red EP"
- 2003 "Green EP"
- 2004 "Orange EP"
- 2004 "It's Set To Groove"
- 2004 "It Hurts Me/Once In A Lifetime" (with Xavier Barnett)
- 2004 "Purple EP"
- 2005 "La Musique"
- 2005 "Anniversary EP"
- 2006 "Your Day Is Coming 2006" (with Shena McSween)
- 2006 "I Believe In You" (with Lee Muddy Baker)
- 2006 "Soul Power 2006" (with Thea Austin)
- 2010 "Earth Turns Around"
- 2013 "Octavia"

#### Hustlers Convention
- 1992 "The Groovers Delight EP"
- 1992 "The Uptown EP"
- 1993 "The Hustlers Dance EP"
- 1993 "Volume 4"
- 1993 "The Hustlers Party EP"
- 1994 "Just Can't Give Up"
- 1995 "Dance To The Music" (with Dave Laudat and Ondrea Duverney)
- 1996 "Final" (with Ondrea Duverney)
- 1998 "Disco Roots Vol. 1"
- 1998 "Turn It Up"

#### Disco-Tex
- 1995 "Vol. 1"
- 1996 "Vol. 2"
- 1996 "Vol. 3"
- 1997 "Vol. 4"
- 1997 "Vol. 5"
- 2000 "I Need A House Party/Can You Feel It"
- 2004 "Vol. 8"

#### Deep Down
- 1999 "Gime Me Your Love/A Definite Strangeness" (with Kat Blu)
- 2001 "Gime Me Your Love" (with Kat Blu)
- 2004 "Deep Down EP", (with Kat Blu and Anthony Moriah)
- 2005 "It Seems To Hang On" (with Anthony Moriah)

#### Greed
- 1990 "Give Me"
- 1991 "Love"
- 1992 "Gonna Let You Go"
- 1994 "Pump Up The Volume" (with Ricardo Da Force)
- 1996 "Release The Tension"
- 1997 "Pump Up The Volume '97" (with Ricardo Da Force)

#### Other aliases
- 1990 "Satisfaction", as Grade A
- 1993 "The Greed EP", as Groove City
- 1993 "Slide On The Rhythm", as Arizona (with Zeitia)
- 1994 "I Specialize In Love", as Arizona (with Zeitia)
- 1996 "So Addicted", as XXX (with Eliza)
- 1997 "Dancin' In Outer Space", as Disco Roots (with Andy Sojka)
- 1997 "I Thought It Was You", as Sex-O-Sonique
- 1998 "Mas Que Mancada", as Ronaldo's Revenge
- 1998 "Who Do You Love", as Soul Asylum
- 1998 "You're The One For Me", as Preluxe (with Steve Anderson and Clive Griffin)
- 1999 "I Need Your Love/Wired Up", as The Rule (with Ernestine Pearce)
- 1999 "(Do The) Spanish Hustle", as Hustle Espanol
- 1999 "I Need Your Love (Body Music)", as The Rule (with Ernestine Pearce)
- 1999 "So Bad", as Storm Life (with Ernestine Pearce)
- 1999 "How Do You Feel", as Met Life (with Cie)
- 2000 "How Long", as Essence
- 2000 "(Do The) Spanish Hustle (The Remixes)", as Hustle Espanol
- 2000 "I Don't Know If I Should Call You Baby", as Definitive (with Luciana Caporaso)
- 2001 "I Can Cast A Spell", as Disco Tex Presents Cloudburst (with Julian Jonah, Danny Harrison and Shena McSween)
- 2001 "Time After Time", as High Rise
- 2006 "Better Than Perfect", as Miami Ice

#### Production for other artists
- 1995 Awa Band - "Timba"
- 1998 Anthony Moriah - "The Reality"
- 2000 Anthony Moriah - "Whatcha Doing Now?"
- 2000 Awa Band - "Timba" (re-release)
- 2001 Awa Band - "Tudo Lindo"
- 2001 Dajae - "What Do You Want"
- 2001 Dina Vass - "The Love I Have For You"
- 2001 Aly-Us - "Follow Me"

#### Appear on
- 1992 D.O.P. - "Groovy Beat"
- 1993 D.O.P. - "Oh Yeah"
- 1993 The Chameleon Project - "The Latin Alliance EP"
- 1994 Happy Larry's Big Orchestra - "Got The Music"
- 1994 Congress - "Happy Smiling Faces"
- 1994 Nush - "U Girls"
- 1995 Nush - "Move That Body"
- 2001 Una Mas - "I Will Follow"
- 2002 Soul Avengers featuring Kat Blu - "I Can't Stop"

### Remixes
- Another Level - "Be Alone No More"
- Another Level - "I Want You For Myself"
- Bob Sinclar feat. Gary Pine - "Love Generation"
- Bon Garcon - "Freek U"
- Brandy - "Full Moon"
- C-64 feat. Lionel Richie - "On a Good Thing"
- Christina Milian - "Dip It Low"
- Deepest Blue - "Shooting Star"
- Duran Duran - "Sunrise"
- Emma Bunton - "Free Me"
- Faithless - "Muhammad Ali"
- Frankie Knuckles - "Tears"
- George Michael - "Amazing"
- Jamiroquai - "Cosmic Girl"
- Jamiroquai - "You Give Me Something"
- Jennifer Lopez - "Get Right"
- Jennifer Lopez - "Love Don't Cost a Thing"
- Junior Jack - "E Samba"
- Lemar - "Dance (With U)"
- Les Rythmes Digitales - "Jacques Your Body (Make Me Sweat)"
- Milky - "Just The Way You Are"
- Moony - "Dove (I'll Be Missing You)"
- Roachford - "River of Love"
- Sophie Ellis Bextor - "I Won't Change You"
- Sugababes - "Hole in the Head"
- Supafly vs. Fishbowl - "Let's Get Down"
- Ultra Nate - "Found a Cure"
- Ultra Naté - Free
- Whitney Houston - "Whatchulookinat"